# The New Clerk (film 1912 Majestic)
The New Clerk è un cortometraggio muto del 1912 prodotto dalla Majestic Motion Picture Company. Il nome del regista non viene riportato nei credit del film, interpretato da William Lampe.

## Produzione
Il film fu prodotto dalla Majestic Motion Picture Company.

## Distribuzione
Distribuito dalla Film Supply Company, il film - un cortometraggio in una bobina - uscì nelle sale cinematografiche statunitensi il 23 luglio 1912.